# 128P/Shoemaker-Holt
La cometa Shoemaker-Holt 1, formalmente 128P/Shoemaker-Holt, è una cometa periodica appartenente alla famiglia delle comete gioviane. Scoperta la prima volta il 18 ottobre 1987, solo a seguito della riscoperta avvenuta il 19 settembre 1996 ha ricevuto la numerazione definitiva.
Il passaggio al perielio del 1997 è stato caratterizzato da una luminosità più elevata, circa 3a, di quella prevista dalle effemeridi, questo fatto è dovuto probabilmente ai processi fisici che hanno portato allo sdoppiamento del nucleo cometario, fenomeno rilevato già il giorno seguente a quello della riscoperta.
La cometa ha una MOID relativamente piccola col pianeta Giove: il 1º luglio 1982 i due corpi celesti giunsero a sole 0,1287 UA di distanza.